# The Virgin with the Hot Pants
The Virgin with the Hot Pants là một bộ phim dành cho nam giới năm 1924 của Mỹ. Danuta Zadworna-Fjellestad và học giả điện ảnh Linda Williams đưa ra ngày sản xuất của bộ phim này là 1923–1924. Đây là bộ phim khiêu dâm đầu tiên được biết đến sử dụng phim hoạt hình.

## Cốt truyện
Cảnh mở đầu của The Virgin with the Hot Pants là phim hoạt hình. Phân cảnh đầu tiên cho thấy một dương vật và hai tinh hoàn đang đuổi theo một phụ nữ trong phòng. Một lúc sau, khi người phụ nữ treo trên đèn chùm, dương vật đã thâm nhập vào âm đạo của cô. Trong cảnh tiếp theo, một con chuột đưa dương vật to lớn của nó vào âm đạo của một con mèo. Từ thời điểm này, bộ phim thực hiện cảnh quay trực tiếp. Nhiều trình tự khác nhau được trình chiếu mô tả những người phụ nữ khỏa thân tham gia vào nhiều hành vi khác nhau như khiêu vũ, hôn và thủ dâm bằng dương vật giả, bàn tay nhân vật nam mở rộng môi âm hộ của người nữ, một phụ nữ để lộ âm hộ, cảnh liếm âm hộ và cảnh đưa chai bia vào trong âm đạo. Trong phân cảnh cuối cùng, một người đàn ông và một phụ nữ thoát y. Sau đó, người phụ nữ ngồi lên dương vật của người đàn ông đang ngồi trên ghế và cả hai quan hệ tình dục.

## Phân tích
Williams đặt cho Virgin là "chủ nghĩa nguyên thủy cùng sự báo thù". Theo bà, bộ phim minh họa cho những gì bà mô tả là "chiều sâu nguyên thủy cho thấy thân hình thô thiển". Bà lưu ý rằng Viện nghiên cứu về tình dục, giới tính và sinh sản Kinsey đã dán nhãn bộ phim là "hỗn hợp". Williams phân loại Virgin vào một nhóm gồm những phim dành cho nam giới có đặc điểm là thiếu tính tự sự. Theo bà, trong nhóm phim dành cho nam giới này, các phân cảnh quan hệ tình dục không giống nhau được sắp xếp thành một cuộn phim duy nhất. Thiếu tính tự sự và tên nhân vật, Virgin bao gồm các đoạn quay cận cảnh bộ phận sinh dục.